# Рамадан у Малайзії
Рамадан у Малайзії, який вважається дев'ятим місяцем ісламського місячного календаря, має величезне значення для мусульман у всьому світі, включаючи Малайзію, де приблизно 63,5 % населення дотримується ісламу. Цей священний місяць відзначається постом, молитвами, роздумами та громадськими заходами, що відображає багате культурне розмаїття Малайзії.

## Визначення
Так само, як і в інших країнах, початок і кінець Рамадану в Малайзії визначаються комітетами спостереження за місяцем згідно з ісламським місячним календарем. Національна рада фетви та державні релігійні органи контролюють спостереження за місячними фазами.

## Дотримання та релігійні ритуали
Під час Рамадану малайзійські мусульмани постять від світанку до заходу сонця, утримуючись від їжі, пиття та інших фізичних потреб у світлий час доби. Пост закінчується на заході сонця їжею «іфтар», який часто починається з фініків і води, після чого йдуть різноманітні традиційні страви. У мечетях по всій країні проводяться спеціальні нічні молитви, відомі як «таравіх». Причому деякі мечеті запрошують осіб, що вивчили напам'ять увесь Коран, вести молитви, забезпечуючи його повне читання протягом місяця. Крім того, після молитви таравіх у мечеті часто влаштовують спільну вечерю під назвою «морх», яку готують волонтери.

## Традиційна їжа та кухня
Малайзійська кухня Рамадану поєднує в собі малайські, індійські та китайські впливи. Помітною малайзійською традицією під час Рамадану є приготування та розповсюдження Бубур ламбук, спеціальної каші, приготованої з кокосового молока, м'яса, спецій та інших інгредієнтів. Ця страва є прикладом спільнотного духу Рамадану, оскільки її часто ділять сусіди та громади. Інші страви також включають куй-муй: традиційні солодощі, такі як куй-лапіс (багатошаровий торт) та онде-онде (клейкуваті рисові кульки). Популярні для святкових страв смажене на грилі м'ясо та кокосовий рис: сате, ренданг і леманг. Ейр Катіра і бандунг — освіжаючі напої для розговіння.

## Економічний вплив і ціни на продукти харчування
Попит на продукти харчування під час Рамадану часто призводить до дискусій про коливання цін. Дослідження, проведене Науково-дослідним інститутом Хазана, показало, що хоча під час Рамадану ціни на продукти харчування мають тенденцію до зростання, це зростання не є статистично значущим. Однак індивідуальний досвід різниться; наприклад, у звіті йдеться про те, що чоловік витратив 150 малайзійських рингітів на дев'ять продуктів харчування на базарі в Рамадан, що викликало дискусії щодо доступності продуктів. Крім того, уряд ініціював жорсткі заходи щодо підвищення цін протягом священного місяця, щоб забезпечити справедливу практику на продуктових базарах.

## Державні свята та коригування роботи
Перший день Рамадану є державним святом у штатах Джохор, Кедах і Малакка. Багато компаній змінюють робочий час, щоб пристосуватись до працівників, які постять, дозволяючи їм ранні виїзди або гнучкий графік роботи.

## Культурні практики та туризм
Рамадан — час підвищеної благодійності та щедрості в Малайзії. У публічних місцях з'являються скриньки для пожертв і кампанії «закят» (обов'язкова милостиня), що заохочує місцевих жителів і гостей країни брати участь у благодійних заходах.
Унікальні традиції Рамадану також приваблюють туристів; у 2025 році Малайзія очікує прийняти від 250 000 до 400 000 туристів під час священного місяця, приваблених яскравими ісламськими культурними святами та пропозиціями релігійного туризму.

## Виклики та суперечки
У 2024 році влада посилить контроль і накладе штрафи за порушення посту в Рамадан; тим, кого спіймають за їжею і питтям серед білого дня, загрожує штраф до 1 000 малайзійських рінггітів (близько 200 доларів) і до року ув'язнення. Немусульмани, спіймані на продажі їжі, напоїв або тютюну мусульманам у період посту, також будуть оштрафовані.
У 2025 році вірусний інцидент, що отримав назву «ляпас у Рамадан», коли літній малайський чоловік зіткнувся з немусульманином за те, що той не дотримувався посту, призвів до широких дискусій у соціальних мережах про релігійну толерантність і суспільні норми.